# Hormona

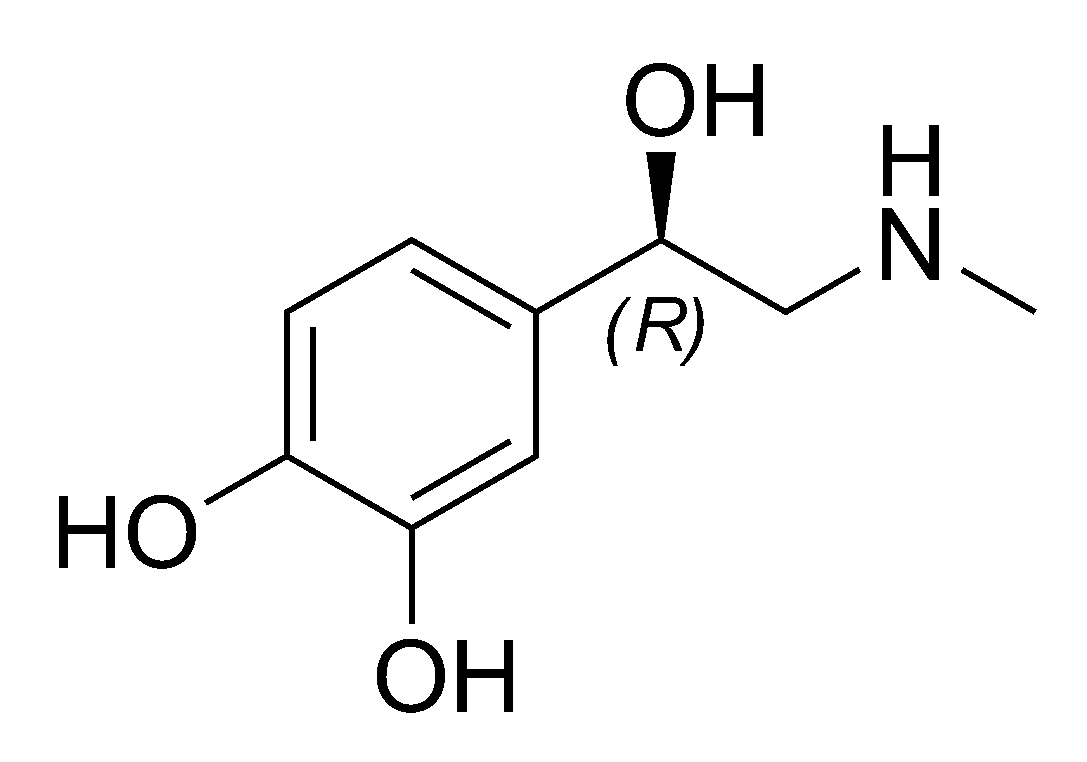
Adrenalina, uma hormona

Hormona (português europeu) ou hormônio (português brasileiro) é uma substância química específica fabricada pelo sistema endócrino ou por neurónios altamente especializados e que funciona como um sinalizador celular.  O termo provém do grego ormóni (ὁρμῶν) que significa evocar ou excitar.

## Histórico
O nome hormona foi primeiramente utilizado em 1905, pelo fisiologista inglês Ernest Starling durante uma palestra sobre o controle químico das funções corporais no Royal College of Physicians em Londres. Ele definiu hormonas como mensageiros químicos produzidos recorrentemente para atender necessidades fisiológicas do organismos e carregados do órgão em que são produzidos para o órgão de destino pela corrente sanguínea. Poucos anos antes, Starling e o seu colega William Bayliss haviam identificado a primeira hormona, a secretina, durante ensaios sobre a digestão.

## Funcionamento e funções
As hormonas ou hormônios são secretados em quantidades muito pequenas na corrente sanguínea. Assim sendo, podem ser produzidas por um órgão ou em determinadas células do órgão. São libertadas e transportadas diretamente pelo sangue. A sua função é exercer uma ação reguladora (indutora ou inibidora) em outros órgãos ou regiões do corpo. Em geral trabalham devagar e agem por muito tempo, regulando o crescimento, o desenvolvimento, a reprodução e as funções de muitos tecidos, bem como os processos metabólicos do organismo.
Os hormônios ligam-se aos receptores localizados sobre a superfície da célula ou no seu interior, sendo que a ligação de um hormona a um receptor acelera, reduz ou altera a função celular de uma outra maneira, controlando a função de órgãos inteiros. Alguns hormonas afetam somente um ou dois órgãos (eg. hormona estimulante da tireóide), enquanto outros afetam todo o organismo (eg. hormona tireoidiano).
Podemos também citar como exemplo a insulina, que controla a razão e a maneira pela qual a glicose é utilizada pelo corpo. Outras hormonas incluem as sexuais, os corticoesteroides, a adrenalina, a tiroxina, e a hormona do crescimento. Em plantas, as hormônios são conhecidas como factores de crescimento.
Nas mulheres, por volta dos 40 anos de idade, há uma queda brusca na produção de hormônios, que é chamada de menopausa; nos homens, essa queda é chamada de andropausa.
Alguns dos hormônios mais conhecidos são os que regulam as funções sexuais dos mamíferos (a testosterona e o estrogénio) e as que regulam o nível de glicose no sangue (como a insulina).

## Produtores de hormonas
Alguns dos principais órgãos produtores de hormonas no homem são a hipófise, o hipotálamo, a tiroide, as paratiroides, as glândulas suprarrenais, o pâncreas e as gónadas.

## Características comuns às hormonas
1. Circulam em baixa concentração;
2. Acoplam-se a receptores de alta especificidade e afinidade (específicos);
3. Nunca são secretados a uma velocidade constante;
4. Nunca criam uma reação enzimática nova.

## Classificação
Os hormonas podem ser classificados segundo as propriedades químicas:
- peptídicos e protéicos;
- esteróides;
- derivados de aminoácidos.